# Philipp Jakob Cretzschmar
Philipp Jakob Cretzschmar (11 de juny de 1786 - 4 de maig de 1845) va ser un metge i científic alemany.
Cretzschmar va néixer a Sulzbach i va estudiar medicina a la Universitat de Würzburg. Va ensenyar anatomia i zoologia a l'Institut Mèdic Senckenberg de Frankfurt.
Cretzschmar va ser el fundador i segon director de la Societat d'Història Natural de Senckenberg el 1817. Un dels membres fundadors de la societat va ser Eduard Rüppell i els dos homes van col·laborar en la publicació dels resultats de les exploracions de Rüppell a Àfrica. L'Atles zu der Reise im nördlichen Afrika ("Atles dels viatges de Rüppell al nord d'Àfrica"; 1826–28) incloïa una secció ornitològica de Cretzschmar que descrivia una trentena d'espècies noves, com ara el lloro de Meyer, el pioc de Núbia, l'agró goliat, la prínia del desert i l'hortolà cendrós. En el camp de la mastologia, és l'autor binomial de l'òrix blanc i de la gasela de Soemmerring.
El "Cretzschmar-Medaille" és un premi que ofereix la fundació Senckenberg pel treball destacat en ciències naturals.